# خدمات آتش‌نشانی و نجات اسرائیل
خدمات آتش‌نشانی و نجات اسرائیل (انگلیسی: Israel Fire and Rescue Services، عبری: כבאות והצלה לישראל‎، ت. «Kaba'ut VeHatzala Le'Israel»؛ همچنین عبری: שירותי כבאות להצלה‎، ت. «Sherutei Kaba'ut VeHatzala») سازمان ملی آتش‌نشانی و امداد و نجات اسرائیل است. این سازمان همچنین به همراه ستاره داوود سرخ، سرویس ملی اورژانس، خدمات امداد و نجات در حملات تروریستی، تصادفات رانندگی و نشت مواد خطرناک را ارائه می‌دهد. آنها همچنین در کمپین‌های آموزش عمومی و آگاهی‌بخشی مشارکت دارند. دسترسی به این سرویس با تماس با شماره ۱۰۲ از هر تلفنی امکان‌پذیر است. از سال ۲۰۲۲، کمیسر این خدمات ایال کاسپی است.